# Juan José Arreola
Juan José Arreola Zúñiga (Ciudad Guzmán, 1918. szeptember 21. – Guadalajara, 2001. december 3.) mexikói író, akit elsősorban Confabulario (1952) című novelláskötete tett híressé.
Juan José Arreola 1937 óta tanult színházművészetet a mexikóvárosi Escuela Teatral de Bellas Artes (Szépművészeti Színművészeti Iskola). 1941-ben jelent meg első könyve, a Sueño de Navidad (Karácsonyi álom). 1964-ben a mexikóvárosi egyetem (UNAM) professzora lett. 
Arreola bár keveset alkotott, de rendkívül fontos és jelentős író a 20. századi Latin-Amerika irodalmában. Arreola Juan Rulfo és Agustín Yañez társaságában Jalisco állam három nagy elbeszélője közé tartozik. Szövegeiben gyakran alakulnak a helyzetek szürreálissá. Mexikóban a tévé irodalmi kommentátoraként széles rétegek ismerték. Rendkívül nagy szerepe volt a fiatal tehetségek támogatásában. Aki a XX. század 50-es és 60-as éveiben bontogatta szárnyait, elkerülhetetlenül kapcsolatba került vele (Elena Poniatowska, Carlos Fuentes, José Agustín vagy José Emilio Pacheco). Arreola művei évtizedek múltával sem veszítettek jelentőségükből.